# Султаева
Султа́ева — деревня в Сосновском районе Челябинской области России. Входит в состав Саккуловского сельского поселения.

## География
Расположена на юго-западном берегу озера Агачкуль. Рельеф — равнина (Западно-Сибирская равнина); ближайшая высота 227 м. Ландшафт — лесостепь. В окрестностях много озёр, болот, колков.
Уличная сеть деревни состоит из 17 улиц.
Расстояние до районного центра села Долгодеревенского 17 км, до центра сельского поселения посёлка Саккулова 3 км.

## История
Деревня основана в XVIII в., указана на генеральном плане Челябинского уезда (1800). В 1811 году числилась в 5-м Башкирском кантоне, состояла из 43 дворов (159 душ мужского пола). В 1868 году отмечена в Метелевской волости Челябинского уезда Оренбургской губернии. В ней насчитывалось 128 дворов, 714 жит. (башкир-припущенников), которые содержали 658 лошадей, 501 голову КРС, 770 овец, сеяли ярицу, пшеницу, овес, ячмень, излишками торговали, действовала мечеть. Позднее деревня входила в Султаевскую волость Челябинского уезда. К 1900 году имелось медресе, к 1916 году — земская школа, детей учили русскому языку, фельдшерский пункт, 4 лавки, по средам проводился базар. В первые годы советской власти Султаева относилась к Аргаяшскому кантону, позднее к Аргаяшскому району. В 1930 году организован колхоз, которому принадлежало 1725,28 га земельных угодий. В хозяйстве занимались переработкой молока; имелась кузница, работали клуб, изба-читальня. С 1936 года колхоз носил название «Стахановец». После 1956 года вошел на правах отделения в состав совхоза «Муслюмовский». Позднее на территории Султаевой располагалось отделение АО «Муслюмовское», с 1998 года — муниципальное унитарное сельскохозяйственное предприятие «Приозерное». С начала 1980-х гг. действует асфальтный завод.

## Население
| 2002 | 2010 |
| ---- | ---- |
| 589  | ↗621 |

По данным Всероссийской переписи, в 2010 году численность населения деревни составляла 621 человек (297 мужчин и 324 женщины).

## Инфраструктура
В деревне имеются школа, библиотека, дом культуры, фельдшерско-акушерский пункт.

## Религия
Мечети
- Мечеть

## Транспорт
Деревня связана шоссейными дорогами с соседними населенными пунктами, вдоль западной окраины проходит федеральная автодорога М-5 «Урал Подъезд к Екатеринбургу».